# تامارا دابسن
تامارا دابسن (انگلیسی: Tamara Dobson؛ ۱۴ مهٔ ۱۹۴۷ – ۲ اکتبر ۲۰۰۶) یک بازیگر سینما، و هنرپیشه اهل ایالات متحده آمریکا بود.